# Brevetti Gabbiani Piacenza Associazione Calcio Femminile 1970
Questa voce raccoglie le informazioni riguardanti il Brevetti Gabbiani Piacenza A.C.F. nelle competizioni ufficiali della stagione 1970.

## Organigramma societario
Fonte:
Area direttiva
- Presidente: Dante Gabbiani, industriale di Podenzano[1]
- Vice presidente: Enrico De Micheli

Area organizzativa
- Segretaria: Gabriella Ferrari
- Cassiere: rag. Giuseppe Marelli

Area tecnica
- Direttore tecnico: Paolo Gabbiani
- Allenatore: Mario Bertuzzi

Area sanitaria
- Medico sociale: dr. Augusto Terzi
- Massaggiatore: Luigi Meles

## Rosa
Fonte:
| N. |                   | Ruolo | Calciatrice          |
| -- | ----------------- | ----- | -------------------- |
| 3  | Italia (bandiera) | D     | Anna Maria Albanesi  |
| 12 | Italia (bandiera) | P     | Giuseppina Anelli    |
| 12 | Italia (bandiera) | P     | Giuseppina Astrua    |
| 9  | Italia (bandiera) | A     | Stefania Bandini     |
| 4  | Italia (bandiera) | D     | Vittorina Capra      |
| 7  | Italia (bandiera) | A     | Aureliana Croce      |
| 3  | Italia (bandiera) | D     | Guglielmina Frascara |
| 2  | Italia (bandiera) | D     | Lia Gabbiani         |
| 1  | Italia (bandiera) | P     | Maria Rosa Ligabue   |

| N. |                   | Ruolo | Calciatrice        |
| -- | ----------------- | ----- | ------------------ |
| 9  | Italia (bandiera) | A     | Luciana Meles (I)  |
| 10 | Italia (bandiera) | A     | Tiziana Meles (II) |
| 3  | Italia (bandiera) | C     | Anna Maria Milani  |
| 12 | Italia (bandiera) | J     | Tatiana Morelli    |
| 3  | Italia (bandiera) | C     | Carla Murelli      |
| 11 | Italia (bandiera) | A     | Bruna Pantano      |
| 7  | Italia (bandiera) | D     | Rosa Rocca         |
| 5  | Italia (bandiera) | D     | Romana Romani (I)  |
| 13 | Italia (bandiera) | C     | Loredana Russo     |

## Risultati

### Serie A

#### Girone di andata
| Arbitro: | Chiodetti (Roma) |

|           |           |                                     |
| Mango 17’ | Marcatori | 47’ Meles (I) 50’ Bandini 69’ Croce |

| Arbitro: | Ferrante (Roma) |

|                      |           |             |
| Meles (I) 65’ (rig.) | Marcatori | 14’ Ferrara |

| Arbitro: | Baroni (Parma) |

|                |           |                                       |
| Nonni 16’, 62’ | Marcatori | 25’ Pantano 35’ Meles (I) 59’ Bandini |

| Arbitro: | Treggiani (Roma) |

|                              |           |                                |
| Pantano 10’, 69’ Bandini 67’ | Marcatori | 35’ Nincheri 45’, 67’ Francani |

| Arbitro: | Giayvia (Roma) |

|  |           |                                                                                    |
|  | Marcatori | 10’, 14’, 18’, 21’, 60’, 62’, 67’ Bandini 12’, 59’ Meles (I) 25’, 28’, 73’ Pantano |

| Salsomaggiore 31 maggio 1970, ore 21:00 6ª giornata | Brevetti Gabbiani PC | 0 – 0 | Cagliari | Campo Comunale “C.Francani”\| Arbitro: \| Bussolati (Parma) \| |
| Arbitro:                                            | Bussolati (Parma)    |       |          |                                                                |

| Arbitro: | Chiodetti (Roma) |

|               |           |               |
| Meles (I) 18’ | Marcatori | 28’ Cittadino |

| Arbitro: | Zandrino (Torino) |

|  |           |                |
|  | Marcatori | 67’ Meles (II) |

| Piacenza 21 giugno 1970, ore 21:00 9ª giornata | Brevetti Gabbiani PC | 0 – 0 referto | Zucchet Lazio | Campo di via Gorra (2 500 spett.)\| Arbitro: \| Bussolati (Parma) \| |
| Arbitro:                                       | Bussolati (Parma)    |               |               |                                                                      |

| Arbitro: | Giuseppi (Firenze) |

|               |           |                                                           |
| Dell'Uomo 30’ | Marcatori | 10’, 14’ Bandini 15’ Croce 35’ Pantano 68’ (aut.) Amerini |

| Arbitro: | Spicchi (Firenze) |

|               |           |                                 |
| Turturici 45’ | Marcatori | 16’, 18’, 58’ Croce 55’ Pantano |

| Arbitro: | Tagliabue (Milano) |

|                                                                                          |           |  |
| Pantano 7’ Luzzi 27’ (aut.) Croce 30’, 37’, 69’ Meles (I) 51’ Bandini 54’ Meles (II) 59’ | Marcatori |  |

| Arbitro: | Bussolati (Parma) |

|                |           |                |
| Gallione 70+1’ | Marcatori | 20’ Meles (II) |

#### Girone di ritorno
| Arbitro: | Spicchi (Firenze) |

|                                                 |           |  |
| Croce 8’ Bandini 40’, 41’, 60’, 67’ Pantano 69’ | Marcatori |  |

| Arbitro: | Panusa (Roma) |

|                     |           |                 |
| Meles (I) 7’ (aut.) | Marcatori | 51’ (aut.) Boll |

| Podenzano 6 settembre 1970, ore 17:00 16ª giornata | Brevetti Gabbiani PC | 2 – 0 A tav. referto | Bologna CF | Stadio del Sole (1 000 spett.)\| Arbitro: \| Drommi (Parma) \| |
| Arbitro:                                           | Drommi (Parma)       |                      |            |                                                                |

| Arbitro: | Chiodetti (Roma) |

|                         |           |             |
| Pantano 30’ Bandini 61’ | Marcatori | 62’ Cheloni |

| Arbitro: | Sirte (Parma) |

|                                               |           |  |
| 5’, 69’ Croce 14’, 63’ Bandini 28’ Meles (II) | Marcatori |  |

| Arbitro: | Malerba (Roma) |

|              |           |             |
| Lombardi 28’ | Marcatori | 32’ Bandini |

| Arbitro: | Giayvia (Roma) |

|                        |           |                         |
| Abate 35’ Reb 39’, 44’ | Marcatori | 23’ Croce 70’ Meles (I) |

| Castell'Arquato 18 ottobre 1970, ore 15:00 21ª giornata | Brevetti Gabbiani PC | 0 – 0 referto | Ambrosiana SNIA | Campo Sportivo Comunale\| Arbitro: \| Balduzzi (Firenze) \| |
| Arbitro:                                                | Balduzzi (Firenze)   |               |                 |                                                             |

| Arbitro: | Mazzoni (Grosseto) |

|  |           |                                                                     |
|  | Marcatori | 22’ (aut.) Marra 41’ Meles (II) 44’ Pantano 63’ Meles (I) 67’ Croce |

| Arbitro: | Spicchi (Firenze) |

|                                                 |           |            |
| Bandini 11’, 40’ Meles (I) 14’ (rig.) Croce 35’ | Marcatori | 32’ Karner |

| San Giorgio Piacentino 8 novembre 1970, ore 14:30 24ª giornata | Brevetti Gabbiani PC | 0 – 0 referto | San Basilio | Campo Sportivo Comunale\| Arbitro: \| Sirte (Parma) \| |
| Arbitro:                                                       | Sirte (Parma)        |               |             |                                                        |

| Arbitro: | Sardelli (Firenze) |

|                |           |               |
| Paolantoni 15’ | Marcatori | Meles (I) 55’ |

| Arbitro: | Gualtieri (Firenze) |

|                                     |           |  |
| Croce 6’ Meles (II) 47’ Bandini 68’ | Marcatori |  |

## Statistiche

### Statistiche di squadra
| Competizione  | Punti | In casa | In casa | In casa | In casa | In casa | In casa | In trasferta | In trasferta | In trasferta | In trasferta | In trasferta | In trasferta | Totale | Totale | Totale | Totale | Totale | Totale | DR  |
| Competizione  | Punti | G       | V       | N       | P       | Gf      | Gs      | G            | V            | N            | P            | Gf           | Gs           | G      | V      | N      | P      | Gf     | Gs     | DR  |
| ------------- | ----- | ------- | ------- | ------- | ------- | ------- | ------- | ------------ | ------------ | ------------ | ------------ | ------------ | ------------ | ------ | ------ | ------ | ------ | ------ | ------ | --- |
| Serie A FFIGC | 39    | 13      | 6       | 7       | 0       | 33      | 6       | 13           | 8            | 4            | 1            | 41           | 13           | 26     | 14     | 11     | 1      | 74     | 19     | +55 |

### Statistiche dei giocatori
| Giocatore     | Serie A  | Serie A |
| Giocatore     | Presenze | Reti    |
| ------------- | -------- | ------- |
| . Albanesi    | 1        | 0       |
| G. Anelli     | 0        | 0       |
| G. Astrua     | 0        | 0       |
| S. Bandini    | 26       | 24      |
| V. Capra      | 15       | 0       |
| A. Croce      | 25       | 15      |
| G. Frascara   | 26       | 0       |
| L. Gabbiani   | 20       | 0       |
| M.R. Ligabue  | 26       | -19     |
| L. Meles (I)  | 26       | 12      |
| T. Meles (II) | 26       | 6       |
| A.M. Milani   | 4        | 0       |
| . Morelli     | 0        | 0       |
| B. Pantano    | 26       | 12      |
| R. Rocca      | 25       | 0       |
| R. Romani (I) | 23       | 0       |
| . Russo       | 2        | 0       |

### Maglie e presenze in campionato
| Serie A   | 1ª  | 2ª  | 3ª  | 4ª  | 5ª   | 6ª  | 7ª  | 8ª  | 9ª  | 10ª | 11ª | 12ª | 13ª | 14ª | 15ª | 16ª | 17ª | 18ª | 19ª | 20ª | 21ª | 22ª   | 23ª | 24ª | 25ª | 26ª |
| Risultati | 3-1 | 1-1 | 3-2 | 3-3 | 12-0 | 0-0 | 1-1 | 1-0 | 0-0 | 5-1 | 4-1 | 8-0 | 1-1 | 6-0 | 1-1 | 2-0 | 2-1 | 5-0 | 1-1 | 2-3 | 0-0 | 5-0   | 4-1 | 0-0 | 1-1 | 3-0 |
| --------- | --- | --- | --- | --- | ---- | --- | --- | --- | --- | --- | --- | --- | --- | --- | --- | --- | --- | --- | --- | --- | --- | ----- | --- | --- | --- | --- |
| Ligabue   | 1   | 1   | 1   | 1   | 1    | 1   | 1   | 1   | 1   | 1   | 1   | 1   | 1   | 1   | 1   | 1   | 1   | 1   | 1   | 1   | 1   | 1     | 1   | 1   | 1   | 1   |
| Gabbiani  | 2   | 2   |     | 2   | 2    | 2-  | 2   | 2   | 2   | 2   | 2   | 2   | 3   | 2   | 2   | 2   | 2   | 2   | 2   | 2   | 2   | [ 7 ] |     |     |     |     |
| Milani    | 3   | 3   |     | 13+ | 13+  |     |     |     |     |     |     |     |     |     |     |     |     |     |     |     |     |       |     |     |     |     |
| Capra     | 4   | 6   | 5   | 4   | 6-   | 13+ |     |     |     |     | 8-  | 13+ |     |     | 13+ |     |     |     |     |     | 14+ | 5     | 5   | 5   | 4   | 2   |
| Romani    | 5-  |     | 4   |     | 5    | 5   | 5   | 5   | 5   | 5   | 5   | 5   | 5   | 5   | 5   | 5   | 5   | 5   | 5   | 5   | 5-  | [ 7 ] | 2   | 2   | 2   | 5   |
| Frascara  | 6   | 5   | 2   | 5   | 7    | 6   | 6   | 6   | 6   | 3   | 3   | 3   | 6   | 3   | 3   | 3   | 3   | 3   | 3   | 3   | 3   | 2     | 3   | 3   | 3   | 3   |
| Croce     | 7   | 7   | 7   | 7   |      | 7   | 7   | 7   | 7   | 9   | 9   | 9   | 9   | 9   | 9   | 9   | 9   | 9   | 9   | 9   | 9   | 9     | 9   | 9   | 9   | 9   |
| Bandini   | 8   | 8   | 9   | 9   | 9    | 9   | 9   | 9   | 9   | 10  | 10  | 10  | 10  | 10  | 10  | 10  | 10  | 10  | 10  | 10  | 10  | 10    | 10  | 10  | 10  | 10  |
| Meles L.  | 9   | 9   | 8   | 8   | 8-   | 8   | 8   | 8   | 8   | 7   | 13+ | 8   | 8   | 8   | 8   | 8   | 8   | 8   | 8   | 8   | 8   | 8     | 8   | 8   | 8   | 8   |
| Meles T.  | 10  | 10  | 10  | 10  | 10   | 10  | 10  | 10  | 10  | 8   | 7   | 7   | 7   | 7   | 7-  | 7   | 7   | 7   | 7   | 7   | 7   | 7     | 7   | 7   | 7   | 7   |
| Pantano   | 11  | 11  | 11  | 11  | 11   | 11  | 11  | 11  | 11  | 11  | 11  | 11- | 11  | 11  | 11  | 11  | 11  | 11  | 11  | 11  | 11  | 11    | 11  | 11  | 11  | 11  |
| Russo     | 13+ |     |     |     | 14+  |     |     |     |     |     |     |     |     |     |     |     |     |     |     |     |     |       |     |     |     |     |
| Rocca     |     | 4   | 4   | 6-  | 4    | 4   | 4   | 4   | 4   | 4   | 4   | 4   | 4   | 4   | 4   | 4   | 4   | 4   | 4   | 4   | 4   | 4     | 4   | 4   | 4   | 4   |
| Murelli   |     |     | 3   | 3   | 3    | 3   | 3   | 3   | 3   | 6   | 6   | 6   | 2   | 6   | 6   | 6   | 6   | 6   | 6-  | 6   | 6   | 6     | 6   | 6   | 6   | 6   |
| Albanesi  |     |     |     |     |      |     |     |     |     |     |     |     |     |     |     |     |     |     |     |     |     | 3     |     |     |     |     |

Nota bene: si potevano effettuare 3 sostituzioni; il portiere (in panchina con il 12) e due altri calciatori (in panchina con numero 13 e 14).
- Il meno dopo il numero di maglia significa uscito.
- 12 = ingresso del portiere.
- 13 = primo calciatore di riserva entrato.
- 14 = secondo calciatore di riserva entrato.

### Giornali
- La Gazzetta dello sport, Milano, quotidiano microfilmato conservato a Milano, dalla Biblioteca Nazionale Braidense) e dalla Biblioteca comunale centrale di Milano.
  - Biblioteca Civica di Torino;
  - Biblioteca Nazionale Braidense di Milano,
  - Biblioteca Civica Berio di Genova,
  - Biblioteca Nazionale Centrale di Firenze,
  - Biblioteca Nazionale Centrale di Roma.
- Libertà, quotidiano di Piacenza, Piacenza, 1970,  pp. varie, consultato presso la Biblioteca Comunale “Passerini Landi”.
- Il Corriere dello Sport, Roma, quotidiano microfilmato conservato nella Biblioteca Nazionale Centrale di Firenze e presso Biblioteca del C.O.N.I. di Roma.
- Tuttosport, Torino, quotidiano microfilmato conservato nella Biblioteca Nazionale Centrale di Firenze.
- Stadio, Bologna, quotidiano microfilmato conservato nella Biblioteca Nazionale Centrale di Firenze.

### Libri
- Salvatore Lo Presti, Almanacco del calcio mondiale '88-'89, Torino, S.E.T., 1988,  pp. 261-268.
- Luca Barboni e Gabriele Cecchi, Annuario del calcio femminile 1999-2000, Fornacette (PI), Mariposa Editrice S.r.l., novembre 1999,  p. 47.
- Massimo Farina, 1971: Campionesse !, Piacenza, Officine Gutenberg, 2022.